# Can Baladia (Argentona)
Can Baladia és una obra modernista d'Argentona (Maresme) protegida com a Bé Cultural d'Interès Local.

## Descripció
Xalet monumental de planta baixa i dos pisos, amb una torre en el xamfrà nord-est, de planta baixa i tres pisos.
Són molt destacades les obertures de les façanes, de rajola vista, els esgrafiats i les ceràmiques de les façanes i els carreus de les cantoneres de la torre.
L'interior té destacats treballs de fusta com l'escalinata i els sostres amb enteixinats, les rajoles i la fusteria interior.
A l'exterior hi ha una glorieta treballada en fusta.